# Урликање 2: Твоја сестра је вукодлак
Урликање 2: Твоја сестра је вукодлак (енгл. Howling II: Your Sister Is a Werewolf) амерички је хорор филм из 1985. године, режисера Филипа Море, са Кристофером Лијем, Ени Макенро, Ребом Брауном и Сибил Данинг у главним улогама. Представља адаптацију истоименог романа Гарија Бранднера, као и наставак филма Урликање (1981) редитеља Џоа Дантеа. Ово је једини од наставака из серијала који прати причу из претходног дела, иако се не појављују ликови из првог дела.
Филм је премијерно приказан 28. августа 1985, у Француској. Добио је изразито негативне оцене критичара, док је Роџер Иберт у својој рецензији навео да ово ипак „није најгори филм на коме је радила Сибил Данинг”. Кристофер Ли је био толико посрамљен филмом да се извинио Џоу Дантеу што је уопште глумио у оваквом наставку његовог култног класика.
Две године касније снимљен је нови наставак под насловом Урликање 3.

## Радња
Бен Вајт присуствује сахрани своје сестре, Карен Вајт, главне јунакиње из претходног дела. На сахрани упознаје Каренину колегиницу, Џени Темплтон и Стефана Кроскоа, мистериозног човека који га обавештава да је његова сестра била вукодлак.

## Улоге
| Глумац             | Улога         |
| ------------------ | ------------- |
| Кристофер Ли       | Стефан Кроско |
| Ени Макенро        | Џени Темплтон |
| Реб Браун          | Бен Вајт      |
| Марша Хант         | Маријана      |
| Сибил Данинг       | Стирба        |
| Валерија Капланова | стара Стирба  |
| Џуд Омен           | Влад          |
| Ферди Мејн         | Ерл           |
| Џими Нејл          | Дом           |
| Ладислав Кречмер   | отац Флорин   |